# Liberale da Verona
Liberale da Verona (Verona, 1445 circa – Verona, 1530) è stato un pittore e miniatore italiano.

## Biografia

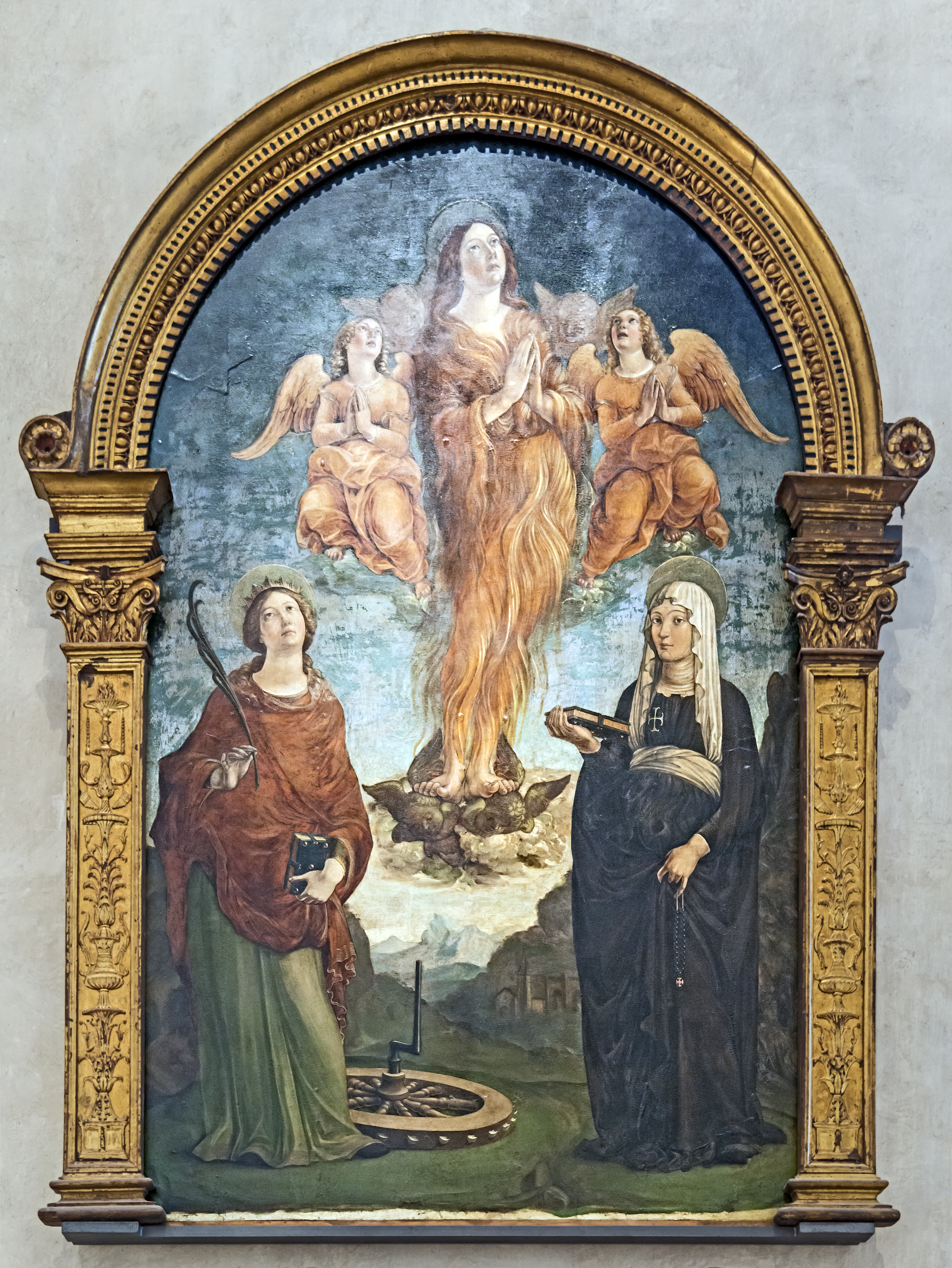
SS.Maddalena, Caterina e Toscana Chiesa di Santa Anastasia.

La data di nascita di Liberale non è nota con certezza, ma si può dedurre da un'anagrafe veronese del 1455, in cui è indicato come decenne, suggerendo che fosse nato intorno al 1445. Suo padre, Iacopo della Biava, originario di Monza, si trasferì a Verona nel 1433, dove lavorava come fornaio e drappiere. Qui, nel 1438, sposò Iacopa Solimani, figlia di Zenone e sorella del pittore Nicolò Solimani. Nel 1455, Iacopo risulta sposato con una venticinquenne di nome Margherita, il che implica che la madre di Liberale fosse deceduta prima di quell'anno. Nel 1465, Liberale appare orfano anche di padre e impegnato nella professione di fornaio.
Le notizie sulla formazione artistica di Liberale sono scarse. Secondo quanto riportato da Giorgio Vasari nelle sue Le Vite (XVI secolo), sarebbe stato allievo di un certo Vicenzo di Stefano, di cui però non si conoscono opere né esistono altre conferme documentarie. Gli studiosi osservano che l’adolescenza di Liberale si sia svolta in un periodo di transizione per la pittura veronese, dopo la scomparsa di Pisanello e Stefano da Verona e con l’avvento del Rinascimento. Sebbene Mantegna avesse già realizzato la celebre Pala di San Zeno, che Liberale ebbe probabilmente modo di ammirare e studiare, la scena artistica veronese del tempo offriva ben pochi maestri capaci di trasmettere più che i rudimenti della pratica artigianale.
Si è ipotizzato, senza prove certe, che Liberale abbia mosso i primi passi nella pittura nella bottega dello zio Nicolò Solimani o che vi abbia comunque collaborato. Tuttavia, a oggi (2024), non sono state identificate opere attribuibili a Liberale risalenti a questo periodo.
Liberale, esordì come miniaturista, dopo aver appreso l'arte della miniatura da maestri ignoti nella sua città natale; il suo primo maestro di disegno fu probabilmente un monaco olivetano, Sebastiano da Rovigno, attivo in Santa Maria in Organo o Vincenzo di Stefano da Verona. Passò quindi alla pittura, adottando prima il perdurante stile gotico fiorito, per passare poi decisamente verso il nuovo stile rinascimentale.

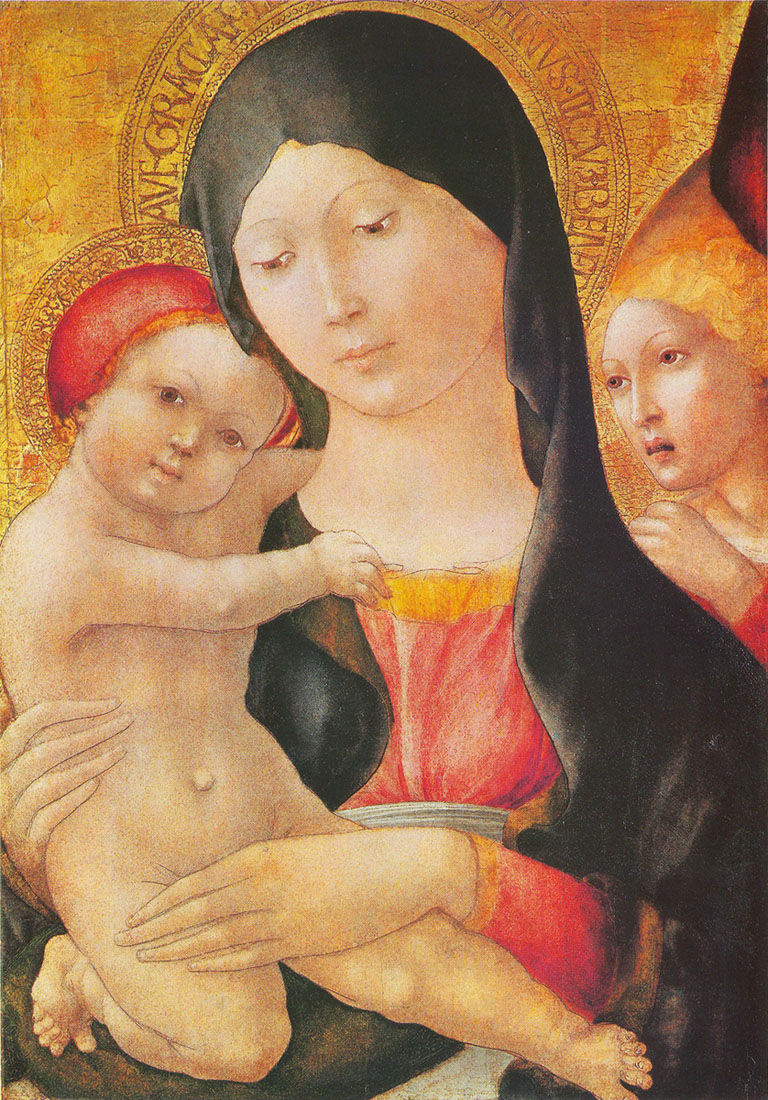
Maria con il Bambino e un angelo, Museo delle Belle Arti, Budapest

Ci restano di Liberale diverse opere sia a tema sacro, come le pale d'altare e devozionali, che pagano, come le metamorfosi di Ovidio, i trionfi del Petrarca o le novelle popolari che decoravano i cassoni nuziali, segno del  discreto successo della sua bottega presso  la committenza locale.
Nel 1466 Liberale si spostò a Monte Oliveto Maggiore al seguito di Fra' Sebastiano, e in Toscana eseguì numerose miniature, prendendo in mano anche opere librarie lasciate incompiute, alcune delle quali conservate nella Biblioteca Piccolomini di Siena. L'arte di Liberale esercitò un notevole influsso sull'opera dei pittori senesi Matteo di Giovanni e Francesco di Giorgio Martini. Dopo il suo ritorno a Verona, avvenuto all'incirca nel 1482, Liberale ebbe vari allievi, fra cui Giovan Francesco Caroto, che ne divenne l'erede. Morì a Verona, ormai molto anziano e fu sepolto nella Chiesa di San Giovanni in Valle.
La sua vita è narrata dal Vasari.

## Opere scelte

### Miniature
- Giustizia in trono, Verona, Museo di Castelvecchio;
- Adorazione dei Magi, Verona, Museo di Castelvecchio;
- San Giovanni Battista, Verona, Museo di Castelvecchio.

### Dipinti su tavola
- Gesù deposto dalla croce, Verona, Museo di Castelvecchio.
- Nascita della Vergine, Morte della Vergine e Adorazione, Verona, Palazzo Arcivescovile.
- Madonna con Bambino e santa Caterina d'Alessandria, 1490c., Torino, Galleria Sabauda.
- Assunzione di S. Maria Maddalena, tra le sante Caterina e Toscana, Verona, Chiesa di Santa Anastasia.
- Novella del giocatore di scacchi, New York, Metropolitan Museum of Art.
- Madonna con il Bambino e angeli, Lovere, Accademia Tadini.

### Affreschi
- San Sebastiano, Verona, Museo di Castelvecchio;
- Deposizione, Verona, Chiesa di Santa Anastasia.